# Särlagstiftning
Särlagstiftning innebär lagstiftning avsedd för specifika grupper, personer eller företeelser.
Det kan vara lagar som:
- innehåller rättigheter som är förbehållen en grupp
- innehåller skyldigheter enbart för vissa grupper
- innehåller skydd för på förhand uppräknade grupper

Särlagstiftning är inte ett juridiskt begrepp utan används främst inom det politiska samhällsdebatten. Därmed råder det tämligen olika åsikter om vilka lagar som kan anses vara exempel på särlagstiftning.[källa behövs]

## I Sverige
Exempel på särlagstiftning i Sverige är:
- den svenska äktenskapsbalken som bara omfattade rätten för heterosexuella par att ingå äktenskap men som efter en lagändring den 1 maj 2009 blev könsneutral
- rösträtten som i Sverige var en typ av särlagstiftning innan kvinnor hade rösträtt
- den svenska värnplikten som bara omfattade skyldigheter för män